# Датоло, Хесус
Хесу́с Альбе́рто Да́толо (исп. Jesús Alberto Dátolo; 19 мая 1984, Карлос-Спегаццини, Аргентина) — аргентинский футболист, полузащитник клуба «Тристан Суарес».

## Клубная карьера
Хесус Датоло начал профессиональную карьеру в 2000 году в аргентинском клубе «Каньюэлас». В 2002 году перешёл в «Банфилд» и дебютировал в его основном составе в 2005 году. В середине 2006 года стал футболистом «Бока Хуниорс». В 2009 году перешёл в итальянскую команду «Наполи». В 2011 году выступал в «Эспаньоле», а в начале 2012 года перешёл в «Интернасьонал», где пополнил ряды аргентинцев, выступающих за эту команду (Гиньясу, Д’Алессандро, Болатти).
Датоло впервые выступил за сборную Аргентины в товарищеском матче с Россией, который проходил в Москве 12 августа 2009 года. В этом матче ему удалось забить гол через 20 секунд после выхода на поле.
Первый гол в официальных матчах Датоло забил в поединке с Бразилией, который окончился поражением Аргентины со счётом 1:3.

## Достижения
- Чемпион Аргентины (4): Клаусура 2005, Апертура 2006, Клаусура 2007, Клаусура 2008
- Вице-чемпион Бразилии (1): 2015
- Вице-чемпион Греции (1): 2009/10
- Чемпион штата Риу-Гранди-ду-Сул (2): 2012, 2013
- Чемпион штата Минас-Жерайс (2): 2015, 2016
- Обладатель Кубка Бразилии (1): 2014
- Финалист Кубка Бразилии (1): 2016

## Личная жизнь
В журнале для геев Romeo Mag была опубликована фотосессия с Хесусом Датоло. По этой причине, 5 января 2010 года руководство клуба «Наполи» решило наложить на футболиста штраф, так как, по их мнению, данными фотоснимками был нарушен имидж футболистов данного клуба.